# Товарные деньги
Товарные, вещественные, натуральные деньги; товаро-деньги, деньги-товары, денежные товары — разновидность денег, представляющая собой товары, то есть вещи, которые можно непосредственно использовать, но которые наряду с возможностью их потребления выступают в качестве эквивалента стоимости других товаров. Разновидностью товарных денег являются полноценные металлические монеты (золотые, серебряные, медные), то есть монеты, чей номинал соответствует стоимости содержащегося в них металла. Повсеместно в качестве товарных денег выступали живые люди — рабы.
Домонетные формы денег также иногда называют протоденьгами, примитивными, первобытными и т. п. деньгами.
Обладание стоимостью, эквивалентной номиналу, отличает товарные деньги от фидуциарных (бумажные банкноты) и банковских (чеки, векселя), собственная ценность которых как товара крайне невелика.
Названия многих примитивных денег сохранились в наименованиях современных денежных единиц: гривна, куна, тойя и др.

## Неоднозначность терминологии
В самом широком смысле, который и используется в данной статье, товарные деньги включают следующие группы живых существ и вещей (предметов), выполняющих функции денег:
- людей (например, рабов);
- животных (например, овец);
- неметаллические предметы, которые имеют самостоятельную полезность, отличную от их ценности в качестве денег, то есть их можно использовать по прямому назначению, а не только в качестве посредника в торговле (например, какао-бобы);
- металлические предметы, которые также можно использовать и по прямому назначению, и как деньги (например, реальные орудия труда — мотыги);
- металлические слитки самой разной формы, имитирующие живых существ или предметы предыдыщих групп и изготовленные из такого количества металла, которое равно или близко к своим прототипам по весу или по стоимости (например, слитки, имитирующие реальные орудия труда — деньги-мотыги);
- металлические слитки абстрактной формы или формы, при которой уже не угадывается реальный прототип, при условии, что потребительская (внутренняя, собственная, товарная) стоимость этих слитков (в данном случае как сырья для изготовления других полезных товаров, которые будут использованы по прямому назначению) эквивалентна меновой стоимости, с которой они выступают в качестве денег, обмениваясь на другие товары (например, стандартные слитки золота);
- полноценные монеты, чья номинальная (нарицательная) стоимость соответствует стоимости материала (как правило, металла[ком. 2]), из которого они изготовлены (например, инвестиционные монеты).

В зависимости от экономической школы, научной традиции или языковых особенностей понятие «товарные деньги» может отождествляться с другими экономическими терминами, или из него могут исключаться некоторые из перечисленных выше групп.
Обычно товарные деньги отождествляются с деньгами полноценными (действительными, настоящими), то есть с ценностями, которые выступают в роли денег и обладают потребительской стоимостью (полезностью), соответствующей или близкой их меновой стоимости (ценности). Это относится и к таким разновидностям товарных денег древности, чье прямое назначение современному человеку не вполне понятно, или известно, что данные товары выполняли только ритуальные или представительские функции, выступали в качестве предметов, подчеркивающих богатство, статус, власть их владельца. Но существует как минимум два случая, когда значения терминов «товарные деньги» и «полноценные деньги» различаются. В первом случае к полноценным деньгам по сути приравниваются деньги обеспеченные (репрезентативные, символические), в частности, к ним могут отнести банкноты, свободно размениваемые на благородные металлы, в противовес неполноценным, ничем не обеспеченным фиатным (декретным) и фидуциарным деньгам. Тогда «полноценные деньги» становятся понятием более широким, лишь отчасти пересекающимся с термином «товарные деньги». Во втором случае из товарных денег исключаются деньги металлические (то есть две последние группы товарных денег в широком смысле — абстрактные денежные слитки и полноценные монеты), в целом, или полноценные монеты, в частности. Тогда товарные и металлические деньги (или товарные деньги и полноценные монеты) являются двуми подгруппами денег полноценных. Товарные деньги без учета полноценных монет могут быть названы вещными, домонетной (или немонетной) формой денег.
Товарные деньги могут отождествляться с примитивными (традиционными) деньгами. Однако в ряде случаев, примитивные деньги рассматриваются как подгруппа товарных, еще не получивших абстрактной и стандартизированной (чаще монетной) формы, которая уже сама по себе — в силу самой этой формы, цвета, размера объекта — говорит о его меновой стоимости. Примитивные деньги в узком смысле участвуют в обмене только с учетом их количества (как, например, скот), веса или объема (например, в случае с деньгами в виде зерна). В этом смысле примитивные деньги образуют подгруппу, соответствующую первым пяти-шести группам товарных денег в широком смысле и эквивалентную понятию «домонетные (немонетные, вещные) формы денег».

## Домонетные формы денег Древнего мира

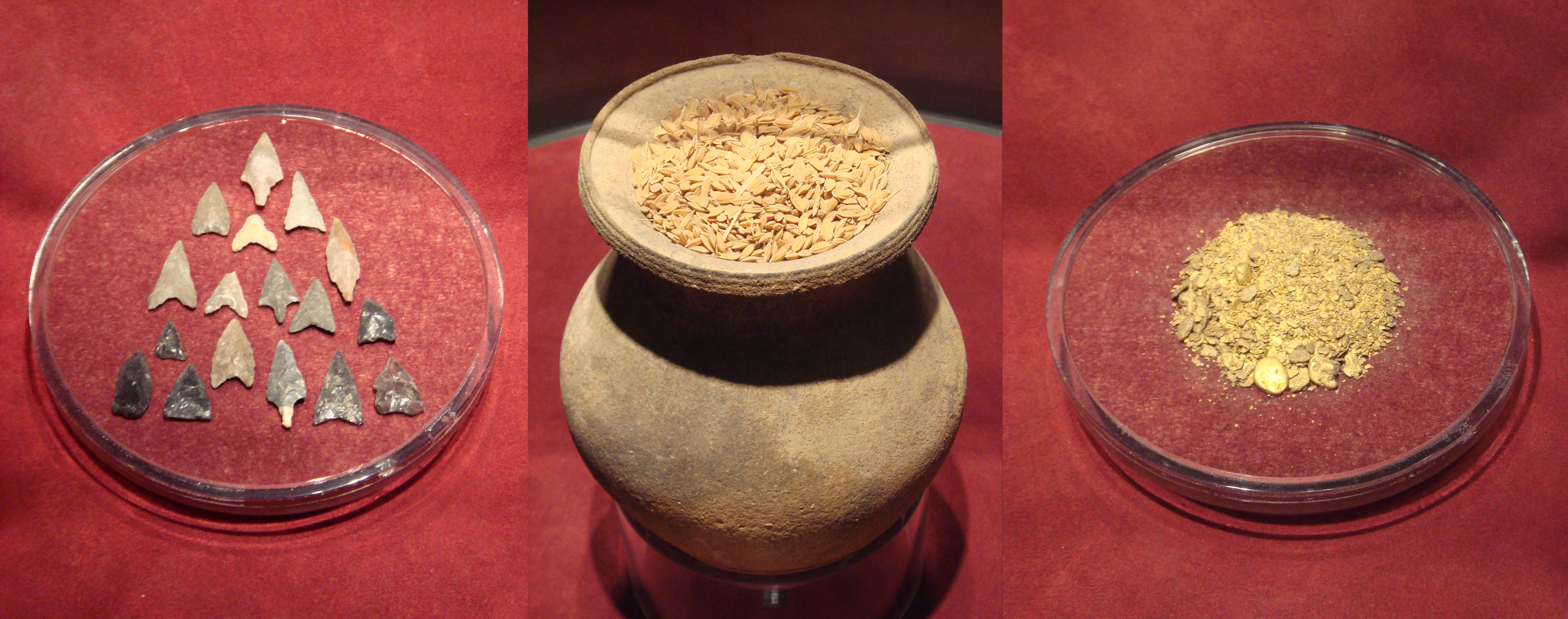
Товарные деньги Японии до VIII века: наконечники стрел, рис, золотой песок

### Теории происхождения денег
С одной стороны, товарная форма денег обычно рассматривается в качестве исторически первой их разновидности. Поэтому теории происхождения товарных денег автоматически становятся теориями происхождения денег вообще. С другой стороны, вопрос происхождения денег принципиально важен для понимания их сущности. Поэтому теории происхождения денег вообще и товарных денег в частности автоматически становятся значимыми частями теорий самих денег. Хотя к настоящему времени создано множество оригинальных концепций появления денег, обычно их сводят к двум основным теориям (направлениям, течениям или подходам), которые имеют разные названия и не всегда совпадающие критерии разделения: эволюционной и рационалистической, товарно-эволюционной и государственно-правовой (Ю. В. Базулин), онтогенетической и филогенетической (Б. И. Соколов), логико-исторической и функциональной (А. А. Гриценко), воспроизводственной и меновой (Л. Н. Красавина), каталлактической и акаталлактической (Л. фон Мизес), объективной и субъективной, товарной и нетоварной, историко-материалистической и субъективно-психологической (или даже субъективистско-психологической), металлизму («M-теории») и хартализму («C-теории»).
Эволюционная (товарно-эволюционная, объективная, товарная) теория, гласит, что в результате многократного и многовекового повторения единичных однотипных меновых операций, других экономических и социальных действий из всей товарной массы естественным путем выделился всеобщий эквивалент — специфический товар (благо) с наибольшей ликвидностью (обратимостью, обмениваемостью на другие товары, способностью к сбыту), который и становится деньгами. Данное определение связывает эволюционное направление с классической, трудовой, товарной, металлической (металлистической) и хозяйственно-эволюционной теориями денег. Вместе с тем эволюционная теория может сводиться только к её марксистской версии, которая делает акцент не только на товарной природе денег (деньги — «товар товаров», «всеобщий товар»), но и на трудовой теории их стоимости (стоимость — «овеществленный труд», «застывшее рабочее время»), которая и определяет пропорции обмена. В действительности сторонниками эволюционного подхода также являются представители количественной теории денег, которая «солидаризировалась с классической в вопросе о происхождении денег как простого товара, но отступила от ее канонов в том, что касалось природы стоимости денег, определяя ее не издержками производства, а количеством денег в обращении».
Основоположником рационалистической (субъективной, государственно-правовой, нетоварной) теории происхождения денег часто называют Аристотеля. В упрощенном виде её смысл состоит в том, что деньги появились благодаря чьему-то изобретению, соглашению людей, законодательной инициативе государства. Этот подход характерен для государственной и номиналистической теорий денег. В более развернутом варианте данное направление определяет деньги как «любой знак: действительный, то есть обладающий субстанциональной (реальной) стоимостью, или условный, имеющий стоимость представительную. Все полезные и редкие блага: вещные знаки, монета, бумага или счетный знак — это деньги, находящиеся в обороте лишь только потому, что в обществе существует доверие к ним, и потому они способны выполнять в хозяйстве все функции денег». И далее: «Большинство теорий этого направления избегают использовать понятие „стоимость“. Они утверждают, что при выполнении каким-либо знаком функций денег он приобретает и их ценность, под которой понимается покупательная сила». Такое определение сближает рационалистическое направление с количественной теорией денег, но не ставит знак равенство между ними, поскольку, как было отмечено выше, многие представители количественной теории денег согласны с эволюционной теорией в том, что деньги имеют товарную природу (по Менгеру, деньги — это товар или благо «с наибольшей способностью к сбыту»).
При развернутом исследовании вопроса появления денег различные экономические школы так или иначе решают ещё и проблему природы их стоимости, что в строгом смысле выходит за рамки теорий происхождения и является предметом общих теорий денег. При этом используется характерная для данных школ терминология (например, «товар» и «стоимость» в классической традиции или «благо» и «ценность» — в неоклассической). В результате границы теорий происхождения денег размываются, и сторонники одного из экономических учений (в частности, как было показано выше, количественной теории денег) оказываются как в лагере рационалистов, так и эволюционистов. Это отражается и на классификациях теорий происхождения денег. Эволюционная концепция может сводиться только к её марксистской версии, и тогда взгляды представителей всех немарксистских (или неклассических) школ отождествляются с рационалистическим направлением или, что более оправдано, хотя бы австрийская школа (Менгер, Бем-Баверк) выделяются в самостоятельный субъективно-психологический подход, представляющий собой третью группу теорий происхождения денег. Или, напротив, эволюционная концепция отождествляется со взглядами представителей австрийской школы (Менгер, Мизес), и тогда в третью группу как товарная теория происхождения денег выделяется марксистская школа.
Третье и последующие направления в объяснении происхождения денег могут выделяться независимо от этих построений. Прежде всего это относится к различным вариантам синтетических теорий, которые пытались соединить в рамках единой концепции трудовую теорию стоимости (базовая концепция классической политической экономии) и теорию предельной полезности (основа учения неклассической школы). Примером такого подхода является конъюнктурная (номиналистическо-количественная) теория денег М. И. Туган-Барановского. Отдельного внимания заслуживают теории, которые рассматривают происхождение денег не только (а часто и не столько) в качестве экономического феномена, но и как социально-культурного явления (Поланьи, Мосс, Бродель, Гребер).

### Эволюция домонетных форм денег
Выбор реального товара, используемого в качестве денег, в ту или иную историческую эпоху обусловливался признанием за ним важных потребительских свойств и широким спросом. Кроме того, в значительной степени влияли культурные традиции, технические возможности и предпочтения в области торговых отношений. В повседневной жизни эти товары использовались в своей натуральной форме как орудия труда, оружие, предметы культа, украшения, одежда, продукты. Сырье могло служить для создания сокровищ. Первоначально это были непосредственно товары, обладавшие соответствующей потребительской ценностью, однако со временем некоторые из таких товаров, все чаще выполняя функции денег, теряли своё первоначальное утилитарное назначение и сохраняли только обобщённый, упрощённый, стилизованный внешний вид. Особенно это было характерно для денег в форме орудий труда. Такие слитки в форме стилизованных орудий труда, украшений, животных, насекомых или плодов были особенно популярны в Китае и назывались «би».
Постепенно в качестве основной формы товарных денег выделились металлические слитки различной, но стандартизированной формы, размера и веса. В качестве гарантии пробы и веса эти слитки начали маркировать специальными клеймами. По сути такие слитки уже являлись монетами. Монета — металлический слиток определённой (как правило, круглой) формы, стандартного веса и однородного состава с подтверждающим этот вес клеймом. Слиток превращается в монету, проходя несколько этапов, предполагающих прежде всего согласование её веса с единицей определённой весовой системы (взаимосвязанной структурой единиц измерения массы). Так, например, в Ветхом завете весовые единицы встречаются чаще всего для обозначения массы золота или серебра. В ряде случаев речь идёт о количестве драгоценного металла, израсходованного на какие-либо хозяйственные нужды (например, на украшение Храма Соломона), в других — о золоте или серебре, которые начинают выполнять функции денег (например, служат платой за землю с пещерой Махпела). При этом единицы измерения и массы, и денежной суммы (цены, стоимости) носят одинаковые названия — талант, мина, сикль, а их соотношения подчиняются одной, хотя и меняющейся во времени весовой системе.

### Особенности обращения товарных денег
Универсальные особенности всех разновидностей товарных денег:
- эластичность предложения товарных денег (на изменения спроса и цены предложение реагирует созданием или сокращением сокровищ);
- автоматическое установление масштаба цен, выделение понятия «денежная единица» и появление фактов девальвации", отсутствие такого явления, как «деноминация»;
- при использовании товарных денег их стоимость зависит не столько от индивидуальных особенностей конкретного экземпляра, сколько от эталонного образца (например, при небольших дефектах монет — потёртости, царапины — их вес немного уменьшается, но обмениваются они наравне с новыми).

Одновременное сосуществование нескольких видов товарных денег, каждый из которых отвечает за свою сферу торговли. Примеры:
- крупные и мелкие расчёты: гривны и другие ценности в безмонетный период Древней Руси[39];
- разные товарные деньги для операций, совершаемых мужчинами и женщинами на острове Яп (женщины пользовались деньгами из раковин, мужчины — гигантскими каменными дисками, камнями Раи)[40].

Обычно обращение товарных денег ограничено небольшой территорией. Крупные камни Раи при смене владельца даже не перемещались. Но некоторые виды денежных товаров могли распространиться по всему миру (каури) или носить универсальный харакетер (скот).
С появлением монет традиционные товарные деньги часто сохраняют свои представительские (как символ власти, богатства) или ритуальные функции (выкуп за невесту, подношение орехов кола вождю деревни в Западном Судане и т. п.).

## Немонетные формы товарных денег Средних веков, Нового времени и современности
С широким распространением монетной формы товарных денег их немонетные разновидности не исчезли. Они сосуществуют с монетами, дополняют их или заменяют в различных условиях на протяжении многих веков. Можно выделить как минимум четыре разновидности немонетных форм денег, которые встречаются одновременно с привычными нам денежными знаками — монетами и банкнотами.
Прежде всего это традиционные для данного экономического уклада домонетные формы денег, которые длительное время соседствуют с денежными знаками, привнесенными в данную хозяйственную систему из других регионов. Эта ситуация характерна для территорий с традиционной экономикой, основанной на натуральном хозяйстве и вступившей в тесные контакты с более развитыми в экономическом отношении соседями. Так, в период становления государственности на территории Древней Руси функции денег одновременно выполняли как традиционные для восточных славян домонетные формы (скот, мех, пряслица), так и заимствованные азиатские, европейские, византийские монеты и даже раковины каури, которые в Сибири использовались для денежных расчётов вплоть до начала XIX века. Эта ситуация также характерна для колониального периода в истории Азии, Африки и Америки. Например, во французской Западной Африке хождение монет метрополии длительное время дополнялоcь использованием раковин каури, которые принимались колониальными властями даже в уплату налогов.
В традиционных экономиках, столкнувшихся с индустриально развитыми странами, функции денег часто выполняют не только собственно денежные знаки, но и импортируемые товары машинного производства. Например, в Эфиопии некоторое время денежные расчёты велись с помощью гильз от патронов, в Танзании — при посредничестве завезённых туда железных мотыг, нигерийский народ тив использовал в качестве денег связки импортированных трубок из латуни.
Еще одна группа немонетных форм товарных денег — деньги чрезвычайных обстоятельств, функции которых могут брать на себя почтовые марки, билеты на проезд в транспорте, другие товары, ценности или свидетельства на их получение. В критических ситуациях (война, инфляция), нарушающих нормальное функционирование денежной системы, они специально выпускаются или временно допускаются к использованию в качестве денег властями или отдельными организациями. В условиях дефицита традиционных денежных знаков отдельные ценности могут использоваться населением в качестве денег стихийно. Сюда же можно отнести различные денежные суррогаты, которые временно выполняют отдельные функции денег в условиях нехватки разменных монет, в частности, или денежных знаков, в целом. Это явление часто встречается, например, в удаленных от метрополии колониях. Помимо необеспеченных фиатных или кредитных суррогатов (марок, жетонов, токенов и т. п.) отдельные функции денег берут на себя также некоторые товары. Например, в XIX веке в некоторых городах Сиама в качестве мелкой разменной монеты использовались фишки местных казино. Повсеместно в тюрьмах и в лагерях для военнопленных функции денег часто начинают выполнять сигареты.
Наконец, во все времена одновременно с монетами и банкнотами функции денег, особенно мировых, могут выполнять непосредственно сами монетные металлы и их сплавы (медь, серебро, золото, бронза, электрум) в виде самородков, слитков, протомонет. Так, в эпоху Античности в Западном и Северном Причерноморье на территориях Фракии и Скифии, а также соседствовавших с ними греческих колоний как минимум два столетия параллельно обращались местные бронзовые слитки в форме стрел (монеты-стрелки) или дельфинов (монеты-дельфины) и традиционные круглые монеты со всей Древней Греции. Во время золотой лихорадки в Мексике (вторая половина XIX века) металлические и бумажные деньги заменялись золотым песком, расфасованным тем или иным способом. В международной торговле до установления Ямайской валютной системы (1976 год) деньги «сбрасывали… национальные мундиры» (термин Карла Маркса, который подразумевает локальные формы монет и знаков стоимости всех видов) и выступали в форме слитков благородных металлов (прежде всего золота и серебра).

## Классификации товарных денег
Помимо простейшего разделения товарных денег на домонетные (немонетные, примитивные) и монетные, описанного в разделе «Неоднозначность терминологии», существуют другие варианты группировки: по материалу (меховые деньги, деньги-ткани), по назначению (продовольственные деньги: соль, чай, табак, сушеная рыба, зерно, рис, кукуруза, какао-бобы, скот), по форме и схожести с товарами-прототипами (деньги-орудия, деньги-лопаты). Чаще всего товарные деньги подразделяются на подгруппы по их происхождению или по свойствам, которые помогают товару выполнять денежные функции.

### Деньги — люди

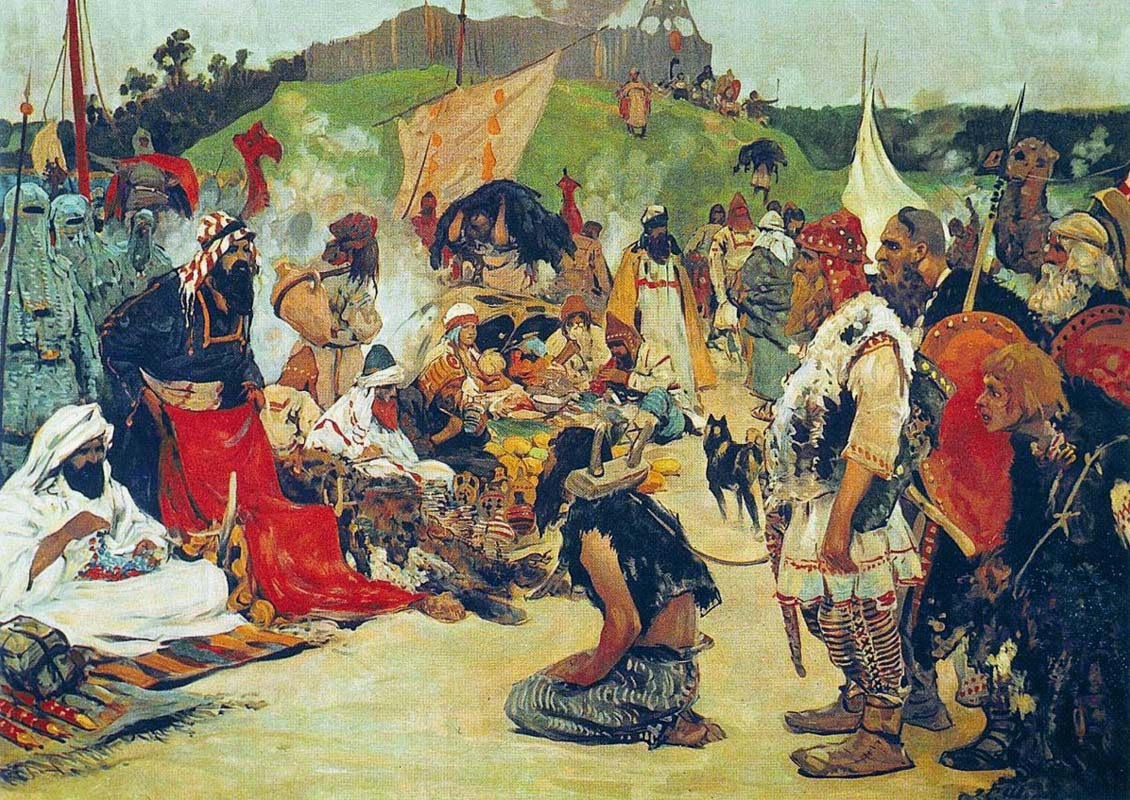
«Торг в стране восточных славян» Картина Сергея Иванова

Повсеместно и очень часто в качестве товарных денег выступали живые люди — рабы, на Соломоновых островах для расчетов использовали человеческие черепа.

### Типы товарных денег по происхождению
По происхождению выделяют три класса товарных денег:
- вегетабилистические, то есть растительного происхождения (от лат. vegetable — овощи);
- анималистические, то есть животного происхождения (от лат. animal — животное);
- гилоистические, то есть неорганического происхождения (от лат. hyle — материя, вещество от греч. ξύλο — древесина)[56].

Вегетабилистические деньги — это растения, плоды и изделия из них: зерно, плоды, листья (чай, табак), ткани (хлопок, лён и др. материалы), другие подобные товары растительного происхождения. Местным населением тихоокеанского архипелага Санта-Крус, принадлежащего Соломоновым островам вплоть до XX века, использовались тевау — товарные деньги, представляющие собой 10-метровую полосу из растительных волокон, покрытую красными перьями кардиналовой мизомелы, поверх жёстких коричневых перьев голубя.
В состав анималистических денег включаются животные и изделия из них: домашний скот (главным образом коровы, лошади, овцы и козы) и птица, раковины, кораллы, мех (Меховые деньги), шерсть, шёлк, кожа, перья и другие подобные товары животного происхождения. Отголоском использования представителей животного мира в качестве денег являются более поздние металлические слитки. Так, например, в Малайзии они отливались из олова стандартного размера и веса в форме крокодила, слона, петуха, черепахи, кузнечика.
К гилоистическим деньгам относятся полезные ископаемые (драгоценные и полудрагоценные камни, янтарь, соль) и необработанные металлы (прежде всего, золото, серебро, медь или бронза, олово, свинец, железо), изделия из них, другие подобные товары. Например, среди орудий труда выделяют деньги-ножи, деньги-ключи, деньги-крючки (ларины), деньги-топоры, деньги-лопаты или деньги-мотыги, обычные пряслица. Типичными примерами денег в форме оружия являются наконечники для копий или стрел, щиты, стилизованные деньги-мечи (деньги-лезвия). Деньги-украшения — кольца, браслеты, цепочки, фибулы (застёжки) и пряжки для одежды, шейные гривны, изготовленные из металлов, камней, жемчуга. Очень распространенный тип гилоистических денег — слитки различной формы (прутья, проволока, пластины, пирамиды и проч.).

### Типы товарных денег по свойствам
Современные российские экономисты, как правило, выделяют от пяти (по Карлу Марксу) до семи (по Уильяму Джевонсу) свойств материала, из которого должны состоять товары, чтобы выполнять функции денег:
1. Полезность и ценность (у Джевонса[цит. 1]); потребительская стоимость и меновая стоимость (у Маркса[цит. 2]).
2. Портативность: легкая переносимость с места на место (у Джевонса); легкость транспортировки и т. п. (у Маркса[цит. 3]).
3. Неразрушаемость (у Джевонса); прочность и т. п. (у Маркса[цит. 4]).
4. Однородность (у Джевонса и у Маркса[цит. 5]).
5. Делимость (у Джевонса и у Маркса[цит. 6]).
6. Неизменяемость ценности (у Джевонса).
7. Легкая узнаваемость (у Джевонса).

При этом всеми свойствами должен обладать только идеальный денежный товар, в качестве которого обычно рассматриваются благородные металлы — золото и серебро (это особо подчёркивал Маркс). Все остальные товарные деньги могут отвечать только части требованиям, при этом их значение по мере исторического развития меняется. На ранних стадиях эволюции хозяйственных отношений, по мнению Джевонса, более важна легкость транспортировки и делимость, но когда «система обмена достигает значительного совершенства» на передний план выступает неизменяемость ценности.
На основании свойств, способствующих выполнению товаром денежных функций, выделяют следующие сменяющие друг друга типы товарных денег: товарно-счётный, товарно-весовой, слитковый и монетный.
Товарно-счётный тип денег объединяет денежные товары, которые оцениваются в процессе обмена поштучно, а не на вес. К ним относятся, например, скот и рабы (счёт по головам), меха (счёт поштучно или связками), раковины моллюсков (счёт поштучно, нитями или готовыми изделиями). Они обладают первым и седьмым свойствами денежного товара. От этого типа денег, вероятно, происходят некоторые современные названия чисел (русское «сорок», первоначально обозначавшее четыре десятка меховых шкурок) и денежных единиц (драхма, а также производные от неё драм и дирхем, которая первоначально означала горсть, которой можно ухватить шесть верлетов — оболов).
Товарно-весовой тип денег включает товары, которые оцениваются в процессе обмена по весу. Это, например, зерна пшеницы, ячменя, риса и т. п., соль, чай, табак. Они обладают первым, четвёртым, пятым и седьмым свойствами денежного товара. Отголоски этого типа денег дошли до наших дней в виде названий денежных единиц, совпадающих с единицами измерения массы — фунт, лира, марка, шекель.
Слитковый тип денег также предполагает оценку товаро-денег по весу, но относится уже только к металлам (железу, меди, олову, свинцу, серебру, золоту) в слитках. Они обладают теми же четырьмя свойствами денежного товара, что и товарно-весовой тип денег. Среди современных валют древние названия слитков носят украинская гривна, мальдивский лари.
Монетный тип денег — это полноценные монеты как частной, так и государственной чеканки. Их меновая стоимость по-прежнему зависит от массы металла, из которого изготовлены данные монеты, но оцениваться она может уже не путем взвешивания, а на основе формы, размера и оформления (включая, обозначение номинала и наименование денежной единицы) денежных знаков. Они обладают всеми семью свойствами денежного товара.

## Примеры домонетных форм денег
Примеры домонетных форм денег сгруппированы по их происхождению с дополнительным разделением гилоистических денег на металлические и неметаллические.

### Вегетабилистические деньги
| Название                          | Описание | Территория обращения                                      | Период               | Источники     |
| Плоды                             | Плоды | Плоды                                                     | Плоды                | Плоды         |
| --------------------------------- | --- | --------------------------------------------------------- | -------------------- | ------------- |
| Какао-бобы                        | Плоды какао, использовавшиеся майя и ацтеками доколумбовой Америки, а затем жителями испанских и португальских колоний | Центральная и часть Южной Америки                         | До XIX в.            | [ 38 ]        |
| Паанга                            | Плоские семена одной из разновидностей бобовых (лат. Entada scandens), использовавшиеся для украшений                  | Тонга                                                     |                      |               |
| Силиква                           | Семя рожкового дерева (лат. Ceratōnia silīqua) из семейства бобовых                                                    |                                                           |                      |               |
| Ячмень                            | |                                                           |                      |               |
| Пшеница                           | |                                                           |                      |               |
| Маис                              | |                                                           |                      |               |
| Рис (коку)                        | Особенно его ценные сорта                                                                                              | Суматра                                                   |                      | [ 40 ]        |
| Пья                               | Семя такки |                                                           |                      |               |
| Бадам                             | Горький миндаль | Сурат (Индия)                                             | XVI—XVII вв.         | [ 75 ]        |
| Грецкий орех                      | | Тибет                                                     |                      | [ 40 ]        |
| Листья                            | |                                                           |                      |               |
| Табак                             | Листья табака в тюках или в брикетах                                                                                   | Тибет, Эфиопия, некоторые районы Северной и Южной Америки | XVI—XVIII вв.        | [ 76 ] [ 38 ] |
| Чай                               | Листья чая в тюках или в брикетах (кирпичный чай)                                                                      | Китай, Тибет, Монголия, Сибирь, Парагвай, Эфиопия         | XVII в. — нач. XX в. | [ 76 ] [ 38 ] |
| Ткани растительного происхождения | |                                                           |                      |               |
| Макута                            | Хлопчатобумажная ткань или ткань из волокон рафии размером с женский платок                                            | Ангола                                                    |                      | [ 77 ]        |
| Габанга                           | Хлопчатобумажная ткань или ткань из волокон рафии шириной 10—15 см и длиной 180 см                                     | Нигерия, Сенегал                                          |                      | [ 78 ]        |
| Бязь                              | Хлопчатобумажная ткань                                                                                                 | Китай                                                     |                      | [ 38 ]        |
| Тугуду                            | Разновидность ткани у народа тив                                                                                       | Нигерия                                                   |                      | [ 44 ]        |
| Прочие                            | |                                                           |                      |               |
| Спиртные напитки                  | Ром, водка и т. д. | Австралия, Сибирь                                         |                      | [ 79 ]        |

### Анималистические деньги
| Название                             | Описание | Территория обращения                                | Период                             | Источники                   |
| Животные                             | Животные | Животные                                            | Животные                           | Животные                    |
| ------------------------------------ | --- | --------------------------------------------------- | ---------------------------------- | --------------------------- |
| Скот                                 | Одомашненные животные (быки, коровы, овцы, козы, лошади, верблюды и др.)                                                                          | Районы традиционного скотоводства по всему миру     |                                    | [ 37 ]                      |
| Сушёная рыба                         | | Исландия                                            | XV в.                              | [ 38 ] [ 40 ]               |
| Куски сушёной свинины                | | Район озера Ньяса (Восточная Африка)                |                                    | [ 40 ]                      |
| Продукты жизнедеятельности моллюсков | |                                                     |                                    |                             |
| Ципреи (каури, седи)                 | Раковины морских моллюсков ципреи (или каури), как правило, нанизанные на шнурки (см. «Вампум»), пришитые к ткани, коже или сложенные в мешки     | Азия, Африка, Европа, Америка, Океания              | Ок. XXXVI в. до н. э. — нач. XX в. | [ 80 ] [ 81 ] [ 38 ] [ 79 ] |
| Маргинелла (marginella)              | Ярко окрашенные раковины морского моллюска | Западная и Центральная Африка в бассейне реки Конго |                                    | [ 38 ]                      |
| Оливелла (olivella)                  | Раковина морского моллюска | Побережье Луанды                                    |                                    | [ 38 ]                      |
| Тойя                                 | Редкая разновидность морских раковин | Новая Гвинея                                        |                                    |                             |
| Тамбу (диварра)                      | Раковина моллюска семейства нассариидов (лат. Nassarius camelus и Nassa callospira)                                                               | Меланезия                                           |                                    | [ 82 ]                      |
| Кина                                 | Дословно «золотая губа», разновидность устричной раковины; браслет из этих раковин                                                                | Гвинея                                              |                                    |                             |
| Жемчуг                               | Минералоид, извлекаемый из раковин некоторых морских и речных моллюсков                                                                           | Индия                                               | До XX в.                           | [ 38 ]                      |
| Вампум                               | Пояс или ожерелье из раковин, нанизанных на нити                                                                                                  | Северная Америка                                    | XVII—XIX вв.                       | [ 83 ]                      |
| Мех, шкуры, перья                    | |                                                     |                                    |                             |
| Куна                                 | Мех куницы | Древняя Русь                                        |                                    | [ 84 ]                      |
| Векша (веверица)                     | Мех белки | Древняя Русь                                        |                                    | [ 85 ]                      |
| Тин                                  | Мех белки | Поволжье, Предуралье, Урал, Сибирь                  |                                    | [ 86 ]                      |
| Сорок, киихтелюс                     | Связка из сорока меховых шкурок белок, соболей, горностаев, куниц, норок, хорьков и т. п.                                                         | Древняя Русь, Финляндия                             | Средние века                       |                             |
| Мех бобра                            | Мех канадского бобра | Северная Америка                                    |                                    |                             |
| Шкура лося                           | Шкура лося | Северная Америка                                    |                                    |                             |
| Тевау                                | Алые перья редкой птицы, наклеенные на плетёный пояс                                                                                              | Острова Санта-Крус (Меланезия) в Тихом океане       |                                    | [ 38 ] [ 59 ]               |
| Ткани животного происхождения        | |                                                     |                                    |                             |
| Паволока                             | Шелковая ткань, которая, согласно «Повести временных лет», активно использовавшаяся в торговле Древней Руси и в которой измерялась ценность рабов | Византия, Древняя Русь                              | IX—XII вв.                         | [ 87 ]                      |
| Кости                                | |                                                     |                                    |                             |
| Собачьи клыки                        | | Меланезия                                           |                                    | [ 38 ]                      |
| Зубы кашалота                        | | Океания                                             |                                    | [ 38 ]                      |
| Череп коровы                         | | Борнео                                              |                                    | [ 38 ]                      |
| Свиные деньги                        | Особым способом закрученных в кольца кабаньи клыки (у меланезийцев)                                                                               | Новая Ирландия                                      |                                    | [ 40 ]                      |
| Зубы кенгуру                         | | Новая Гвинея                                        |                                    | [ 40 ]                      |
| Зубы дельфинов                       | | Соломоновы острова                                  |                                    | [ 40 ]                      |
| Бивни слонов                         | | Западная Африка, Тропическая Африка                 |                                    | [ 40 ]                      |
| Прочие                               | |                                                     |                                    |                             |
| Шёлк                                 | | Тибет, Япония                                       |                                    | [ 40 ]                      |
| Сыр                                  | | Лапландия                                           |                                    | [ 40 ]                      |

### Гилоистические неметаллические деньги
| Название             | Описание | Территория обращения    | Период                            | Источники     |
| -------------------- | --- | ----------------------- | --------------------------------- | ------------- |
| Соль                 | Соль, как правило, в брусках, покрытых для сохранности тростником. В Эфиопии эти бруски назывались амоле.                                    | Европа, Азия, Африка    | Ок. XXII в. до н. э. — сер. XX в. | [ 38 ]        |
| Камни Раи, феи       | Большие каменные диски с отверстием посередине                                                                                               | Острова Яп (Микронезия) | Ок. VI в. — наше время            | [ 38 ]        |
| Шиферное пряслице    | Грузик в виде диска или невысокого цилиндра со сквозным отверстием, изготовленный из натурального шифера (см. «Овручские шиферные пряслица») | Древняя Русь            | XII—XIII вв.                      | [ 88 ]        |
| Мраморное кольцо     | | Новые Гебриды           |                                   | [ 38 ]        |
| Церемониальный топор | Топор из вулканической породы | Новая Гвинея            |                                   | [ 38 ]        |
| Куски нефрита        | | Китай                   | До XIX в.                         | [ 38 ] [ 40 ] |
| Агат                 | | Калимантан              |                                   | [ 40 ]        |
| Хадак                | Шелковая полоса ткани (шелка) с нанесенными узорами и рисунками божеств                                                                      | Монголия                | Конец XIX — начало XX вв.         | [ 89 ]        |

### Гилоистические металлические деньги
| Название                              | Описание | Территория обращения                                                                                                 | Период                                               | Источники                 |
| Металлы в виде самородков             | Металлы в виде самородков | Металлы в виде самородков                                                                                            | Металлы в виде самородков                            | Металлы в виде самородков |
| ------------------------------------- | --- | --- | ---------------------------------------------------- | ------------------------- |
| Золотой песок (пыль)                  | Золото в виде песка: расфасованное по бумажным кулькам (Японии); засыпанное в трубку птичьего пера (Мексика). На территории современной Ганы (см. «Золотой берег») минимальная масса золотого песка называлась «песева», дословно «темно-синее семя растения» семейства бобовых (лат. Rhynchosia). См. также «Коробчатое золото», «Меры золота Акана». | Япония, Мексика, Гана, Аляска и др.                                                                                  |                                                      | [ 51 ] [ 90 ] [ 91 ]      |
| Aes rude (необработанная медь)        | Необработанный кусок бронзы в виде бруска весом 2—2,4 кг или его обломка | Древняя Италия, Древний Рим                                                                                          | До начала III в. до н. э.                            | [ 92 ]                    |
| Металлы в слитках                     | | |                                                      |                           |
| Дебен                                 | Золотой или медный слиток | Древний Египет | Ок. XXVII в. до н. э. — ок. XI в. до н. э.           |                           |
| Aes signatum (медь со знаком)         | Литой прямоугольный брусок из бронзы с различными изображениями весом 1—1,83 кг | Древняя Италия, Древний Рим                                                                                          | ?                                                    | [ 93 ]                    |
| Киевская гривна                       | Шестиугольный серебряный слиток весом около 140—160 г | Киевская Русь |                                                      | [ 94 ]                    |
| Новгородская гривна                   | Длинная серебряная палочка весом около 204 г | Северо-Восточная Русь                                                                                                |                                                      | [ 94 ]                    |
| Литовская гривна                      | Длинная серебряная палочка с глубокими насечками | Великое княжество Литовское                                                                                          |                                                      |                           |
| Польская гривна (марка)               | Вытянутый серебряный слиток, напоминающий топорище, весом около 200 г | Польша |                                                      | [ 95 ]                    |
| Черниговская гривна                   | Шестиугольный серебряный слиток с расплющенными концами весом около 200 г | Киевская Русь |                                                      | [ 94 ]                    |
| Сум (сом), татарская гривна           | Вытянутый ладьеобразный серебряный слиток | Улус Джучи |                                                      | [ 94 ]                    |
| Юаньбао (ямб, сайси)                  | Серебряный слитки в форме седла (лодки, туфли) | Китай | XVIII—XX вв.                                         | [ 96 ] [ 97 ]             |
| Бак                                   | Плоский слиток, напоминающий хлебец и содержащий указание на его вес | Аннам | До XVIII в.                                          | [ 98 ]                    |
| Бу                                    | Золотой или серебряный слиток | Япония |                                                      | [ 99 ]                    |
| Гускениг                              | Лепешкообразный слиток из драгоценного металла, остывшего в тигле и принявшего форму дна тигля (сверху плоский, с боков выгнутый) | Германия | XIV в.                                               | [ 100 ]                   |
| Милополо                              | Медный слиток весом около 3 кг | Африка |                                                      |                           |
| Пеланор                               | Плоский железный монетовидный жетон, напоминающий жертвенный пирог, чья массы была эквивалентна эгинской мине (около 614,3 г) | Спарта |                                                      | [ 101 ]                   |
| Сатамана                              | Серебряный слиток весом около 11,4 г в форме бруска или пластины с клеймом | Древняя Индия | С VII в. до н. э.                                    | [ 102 ]                   |
| Каршапана                             | Серебряный слиток весом около 3,3 г в форме бруска или пластины с клеймом | Древняя Индия | С VII в. до н. э.                                    | [ 102 ]                   |
| Кип                                   | Металлический слиток | Территория современного Лаоса                                                                                        |                                                      |                           |
| Металлы в форме украшений             | | |                                                      |                           |
| Манилла                               | Медный, латунный или железный браслет (может быть, кольцо из раковин или красивых камней) | Западная Африка | XV — середина XX в.                                  | [ 103 ] [ 104 ] [ 105 ]   |
| Митага                                | Браслет из медной проволоки | Африка |                                                      |                           |
| Утен                                  | Кольцо или спираль из проволоки (медной, серебряной или золотой) | Древний Египет | ок. XV в. до н. э. — ок. XI в. до н. э.              |                           |
| Ларин                                 | Серебряная проволока в форме крючка диаметром около 2 мм и весом 4,5—5 г | Аравийский полуостров, побережье Персидского и Бенгальского заливов, остров Шри-Ланка, др. острова Индийского океана | XVI—XVII вв.                                         | [ 106 ] [ 107 ]           |
| Металлы в форме орудий труда и оружия | | |                                                      |                           |
| Монета-стрелка                        | Бронзовый слиток в форме наконечника стрелы или листа ивы весом от 1 до 7 граммов | Западное и Северное Причерноморье                                                                                    | Конец VII — середина IV вв. до н. э.                 | [ 108 ]                   |
| Дао-би                                | Слиток в форме ножа для бритья размером 13—18 см с ручкой, оканчивающейся кольцом; первоначально без надписей, позже с указанием места изготовления или провинции, где они обращались | Китай |                                                      | [ 32 ]                    |
| Обол (обелиск)                        | Вертел, четырёхгранный железный стержень (шесть штук равнялись драхме) | Древняя Греция |                                                      | [ 109 ] [ 110 ]           |
| Лабрис (пелек)                        | Двусторонний топорик | Крит |                                                      | [ 37 ]                    |
| Котёл                                 | Бронзовый котел для приготовления пищи | Крит, Древняя Греция                                                                                                 |                                                      | [ 37 ]                    |
| Треножник                             | Бронзовый котёл-треножник для приготовления пищи | Крит, Древняя Греция                                                                                                 |                                                      | [ 37 ]                    |
| Ханда (катангский крест)              | Медный слиток в форме креста с плечами почти равной длины, колебавшейся от 15 до 50 см | Часть территорий современных Демократической Республики Конго, Зимбабве и Замбии                                     | XVI — начало XX в.                                   | [ 111 ]                   |
| Металлы в форме животных, их шкур     | | |                                                      |                           |
| Бычья шкура                           | Бронзовый слиток в форме бычьей шкуры с первоначальным и постепенно снижающимся весом около одного таланта. Такие слитки производились на Крите, Кипре, в Египте, во Фракии | Средиземноморье | Не позднее XV в. до н. э. — до конца бронзового века | [ 112 ]                   |
| Монета-дельфин                        | Бронзовый слиток в форме дельфина весом от 1 до 100 граммов, изготавливавшийся в Ольвии | Западное и Северное Причерноморье                                                                                    | VI—IV вв. до н. э.                                   | [ 113 ] [ 114 ]           |
| Айям                                  | Фигурка из олова, свинца или меди в форме бойцового петуха | Малаккский полуостров, острова Ява и Суматра (Малайзия и др.)                                                        | XVI — начало XX века                                 | [ 115 ] [ 116 ]           |
| Прочие                                | | |                                                      |                           |
| Кисси                                 | Железный или медный прут (проволока) толщиной 3—6 мм и длиной 30—50 см, частично перекрученный; один конец его откован в виде тонкой закруглённой пластины, другой — в виде буквы «Т» | Западная Африка (Территория современных Либерии и Сьерра-Леоне)                                                      |                                                      | [ 117 ] [ 118 ]           |
| И-би (гуй-тоу, гуй-лин)               | Слиток в форме боба (гуй-туй дословно «голова привидения», гуй-лин — «лицо привидения») | Китай | VIII в. до н. э.                                     | [ 32 ]                    |
| Пак-чи                                | Серебряные слитки, похожие на цветы или морские раковины | Таиланд |                                                      | [ 119 ]                   |